# Zdeněk Pecka
Zdeněk Pecka, född 6 februari 1954 i Litoměřice i Tjeckien, död 30 januari 2024, var en tjeckisk roddare som tävlade för Tjeckoslovakien.
Han tog OS-brons i dubbelsculler i samband med de olympiska roddtävlingarna 1980 i Moskva. Han tog även OS-brons 1976 vid sommar-OS i Montréal.